# St.-Wolfgang-Kapelle (Brandstatt)

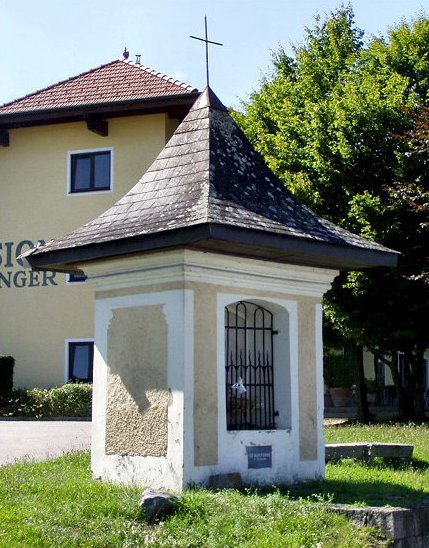
St.-Wolfgang-Kapelle, Vorderansicht

Die St.-Wolfgang-Kapelle befindet sich an der Donau in der Ortschaft Brandstatt in der Gemeinde Pupping in Oberösterreich.

## Geschichte

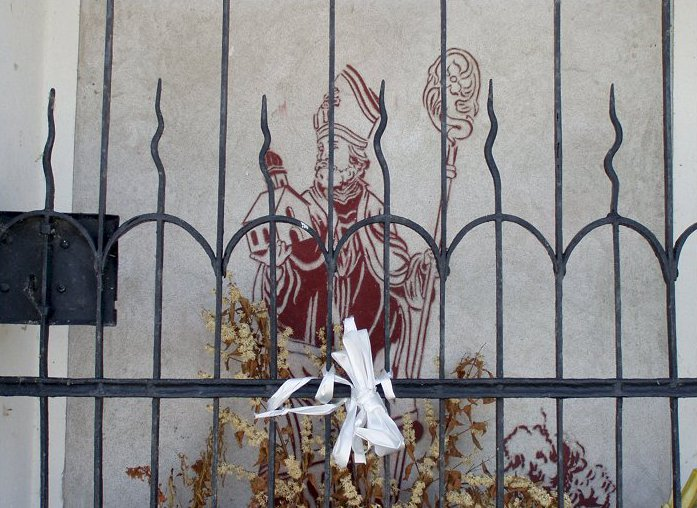
Bildnis des hl. Wolfgang in der Kapelle

Im Jahr 994 begab sich Bischof Wolfgang von Regensburg auf eine Visitationsreise, die ihn zu den Regensburger Besitzungen in Österreich bringen sollte. Mit einem Schiff von Passau kommend, fühlte der schwerkranke Bischof sein Lebensende nahen. Er verließ das Schiff und ließ sich in die St.-Othmar-Kapelle nach Pupping bringen, wo er am 31. Oktober im Alter von 70 Jahren verstarb.

## Standort
Die St.-Wolfgang-Kapelle wurde in Brandstatt, einem Ortsteil von Pupping (bei Eferding) in Oberösterreich an jener Stelle an der Donau errichtet, an der der Bischof an Land gegangen sein soll. Sie liegt in unmittelbarer Nähe der Schiffsanlegestelle Brandstatt. Der Donauradweg führt unmittelbar an ihr vorbei.

## Inschrift

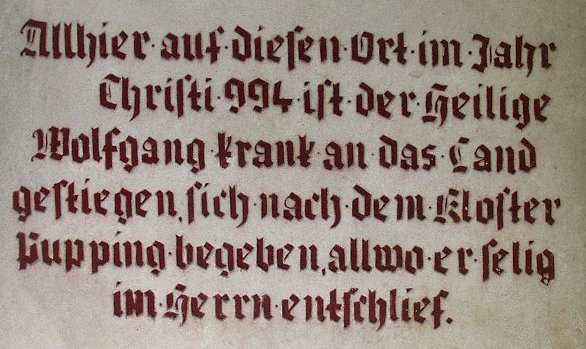
Inschrift in der Kapelle

Auf der Rückseite der Kapelle ist folgende Inschrift zu lesen:

„Allhier auf diesen Ort im Jahr

Christi 994 ist der Heilige

Wolfgang krank an das Land

gestiegen, sich nach dem Kloster

Pupping begeben, allwo er selig

im Herrn entschlief.“